# Каравела
| Галија |

| Дракар |
| Кога   |
| Карака |

| Каравела |
| Галеон   |

| Корвета       |
| Фрегата       |
| Линијски брод |

| Монитор             |
| Заштићена крстарица |
| Оклопни крсташ      |
| Предреднот          |

| Бојни брод     |
| Разарач        |
| Бојни крсташ   |
| Торпиљарка     |
| Подморница     |
| Носач авиона   |
| Лака крстарица |

| Галија |

| Дракар |
| Кога   |
| Карака |

| Каравела |
| Галеон   |

| Корвета       |
| Фрегата       |
| Линијски брод |

| Монитор             |
| Заштићена крстарица |
| Оклопни крсташ      |
| Предреднот          |

| Бојни брод     |
| Разарач        |
| Бојни крсташ   |
| Торпиљарка     |
| Подморница     |
| Носач авиона   |
| Лака крстарица |

Каравела (шп. carabela) је назив за релативно мали, али покретљиви једнопалубни, тројарболни једрењак, који се развио у Шпанији и Португалији крајем 15. века. Као такав имала је важну улогу у Добу открића, јер је због плитког газа имао мање проблема с пристајањем на обалу, те је могао истраживати ушћа великих река. Разликују се два типа - caravella latina, опремљена с латинским једрима, и caravella redonda, опремљена једрима у облику крста.

## Развој и карактеристике
Каравела се први пут помиње у 13. веку као мали једнојарболни брод са латинским једрима и веслима, ниског и облог трупа, носивости око 50 тона. У 14. веку, у Шпанији и Португалији. Претпоставља се да су оне били изведени из сличних муслиманских рукотворина које су коришћене другде на Иберијском полуострву. Ове ране каравеле су коришћене за пецање на мору и за превоз обалског терета. Били су то мали, лакши бродови – можда од 20 тона или мање, са посадом од 5 људи, судећи по једном регионалном примеру. Докази из 1388. године говоре да су то били open boats. Они су носили једнојарболску опрему. Помињу се 1307. године веће каравеле (до 30 тона) на Бискаји — величине која се може сматрати бродом, а не чамцем. Каравеле су очигледно биле уобичајен тип у Иберији током већег дела 15. века.
Kаравела се развила у тројарболни једрењак носивости око 100-150 тона. Чврсто грађен труп имао је високе бокове. Костур од густо распоређених масивних ребара био је појачан на најширем делу троугластом балванском конструкцијом и спољним вертикалним ребрима. На прамцу и крми налазила су се висока надграђа за смештај посаде, а служила су и као платформа за топове. Највиши јарбол, усађен у средини  брода, био је готово два пута виши од крменог; сви су носили латинска (троугласта) једра (итал. caravella latina). Истовремено се појавио и други тип каравеле, са крижним (четвртастим) једрима на прамчаном јарболу, док су друга два задржала латинска једра.
Каравела је добро једрила уз ветар, брзином и до 5 чворова, а уз повољан ветар и до 10 чворова. У 15. веку каравела носивости до 300 тона била је најпопуларнији трговачки брод. Одликовала се добрим поморачким и маневарским способностима за пловидбу по Атлантском океану. Због тога су је и употребљавали Шпанци и Португалци у поморским експедицијама за откривање нових океанских путева.

### Колумбове каравеле
Кристифор Колумбо је са три каравеле (Санта Марија, Ниња и Пинта) препловио атлантски океан 1492. Санта Марија је реконструисана према сликама тог ремена: била је дуга 25.6 м, широка 7.5 м, висока 4.1 м, носивости око 200 тона. Имала је три јарбола: прамчани са једним крижним, средњи са два, а крмени са латинским једром. На крменом надграђу било је смештено неколико топова, а на прамчаном 8-12 топова.

### 16-17. век
У 16. веку каравела је добила још један јарбол: прамчани је носио крижна, а остали латинска једра. Каравеле су имале и резервна једра: кад се дуже једрило уз ветар постављана су латинска, а при повољном ветру замењивана су крижним једрима. Каравеле ишчезавају почетком 17. века појавом великих океанских једрењака.

## Дизајн
Због своје мање тежине, а тиме и веће брзине, каравела је била благодат за морнаре. Ране каравеле су углавном носиле два или три јарбола са латинским једрима, док су каснији типови имали четири јарбола. Ране каравеле као што је caravela tilhlda из 15. века имале су просечну дужину између 12 и 18 m (39 и 59 ft), просечни капацитет од 50 до 60 тона, висок однос дужине и ширине од око 3,5 према 1, и узак елипсоидни оквир (за разлику од кружног оквира нау пловила), што их чини веома брзим и управљивим, али донекле ниског капацитета. Управо у таквим бродовима је Кристифор Колумбо кренуо на своју експедицију 1492. године; Санта Марија је била нау од око 100 тона који је служио као водећи брод, а Пинта и Ниња су биле мање каравеле од око 15–20 m са ширином од 6 m и носивошћу око 60–75 тона.

### Каравела квадратног облика
Крајем 15. века, Португалци су развили већу верзију каравеле, која је носила прамац и крму – иако не тако високе као они у караку, што би је чинило непримереном – али је најпрепознатљивијим по свом четвртастом предњем јарболу, и три друга јарбола са латинском опремом. Пловило у овом облику се на португалском назива округла каравела (caravela redonda), јер се у иберијској традицији за испупчено четвртасто једро каже да је округло.
Она је била кориштена у флотама обалске страже у близини Гибралтарског мореуза и као оружана пратња трговачких бродова између Португалије и Бразила и на Кејп рути. Неки је сматрају претечом борбеног галиона. Остала је у употреби до 17. века.